# Signature Records

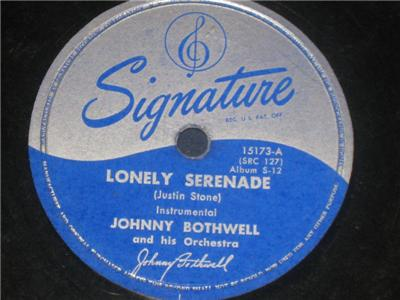
78 toerenplaat uitgebracht op Signature Records

Signature Records was een Amerikaans platenlabel, waarop jazz-muziek werd uitgebracht. Het label had zijn bloeitijd in de jaren veertig en stopte ermee in 1972. Artiesten wier platen in die tijd op het label verschenen waren onder meer Anita O'Day, Coleman Hawkins, Eddie Lawrence en Ray Anthony. In de jaren vijftig waren dat bijvoorbeeld Ray Bryant, Tony Scott en Jimmy Rowles. Platenbaas, componist en producer Bob Thiele heeft platen voor het label geproduceerd, waaronder hits voor Lester Young.